# Sioo
Stichting Sioo, Interuniversitair Centrum voor Organisatie- en Veranderkunde, verkorte naam Sioo, is een particuliere onderwijsinstelling gericht op de management- en adviesmarkt. Ze biedt opleidingen rond thema's als organisatiekunde, veranderingsmanagement, organisatieadvies en leiderschap. De doelgroep bestaat voornamelijk uit organisatieadviseurs, managers en bestuurders met enige jaren praktijkervaring.
Sioo is in 1958 opgericht als Stichting Interacademiale Opleiding Organisatiekunde (Sioo) door de toenmalige vijf economische faculteiten en de twee technische hogescholen, mede op initiatief van de organisatieadvieswereld met name van Berend Willem Berenschot. Het doel van de stichting was om een postdoctorale studie organisatiekunde te gaan bieden voor economen, sociologen en ingenieurs. Hiermee wilde men de studenten de gangbare methoden en technieken uit de organisatie-adviespraktijk bijbrengen. De oprichting van Sioo was in Nederland de eerste aanzet tot een opleiding voor organisatieadviseurs. In daarna volgende decennia is aan enkele universiteiten een vergelijkbare studie gestart.
Van 1973 tot 1989 was Klaas Halbertsma de rector van het instituut. Nadat de overheidssubsidie werd beëindigd ging Sioo verder als particuliere opleider.